# Maďarová
Maďarová (1340 m n.p.m.) – szczyt w Wielkiej Fatrze w Karpatach Zachodnich na Słowacji.
Znajduje się po północno-zachodniej stronie Šiprúňa. Od północnego wierzchołka Šiprúňa biegnie grzbiet ku Chabzdovej, poniżej rozdroża Chabzdovej odgałęzia się od niego grzbiet Maďarovej, który poprzez Čierňavsky vrch, Príslop i Chovanovą opada do dna Ľubochnianskiej doliny.
Maďarová jest zwornikiem. Oprócz grzbietu biegnącego ku Čierňavskiemu vrchowi na północ odgałęzia się od niej drugi grzbiet. Maďarová wznosi się więc nad trzema dolinami. Jej południowe stoki opadają do doliny potoku Čierňava, północno-wschodnie do doliny Bystrego potoku, północno-zachodnie do doliny potoku Salatín. Na stokach opadających do doliny Bystrego potoku znajduje się duża pasterska hala. Szczyt oraz pozostałe stoki porasta las. W 2019 roku hala na stokach Maďarovej jest nadal wypasana. 
Grzbietem Maďarovej nad Ľubochnianską doliną biegnie granica Parku Narodowego Wielka Fatra. Należą do niego zachodnie stoki Maďarovej. Wschodnie z halą pasterską są poza granicami parku.

## Turystyka
Przez halę pasterską północno-wschodnimi stokami Maďarovej, daleko od jej wierzchołka, biegnie niebieski szlak turystyczny. Widoki z hali są ograniczone tylko do doliny Bystrego potoku i szczytu Chabzdovej.
  Ľubochňa – Nad Hlboku – Poľana – Sedlo pod Červeným grúňom – Červený grúň – Magurka – Magura – Maďarová – Chabzdová, rázcestie. Odległość 12,7 km, suma podejść 1175 m, suma zejść 395 m, czas przejścia 4:50 h (z powrotem 4 h)

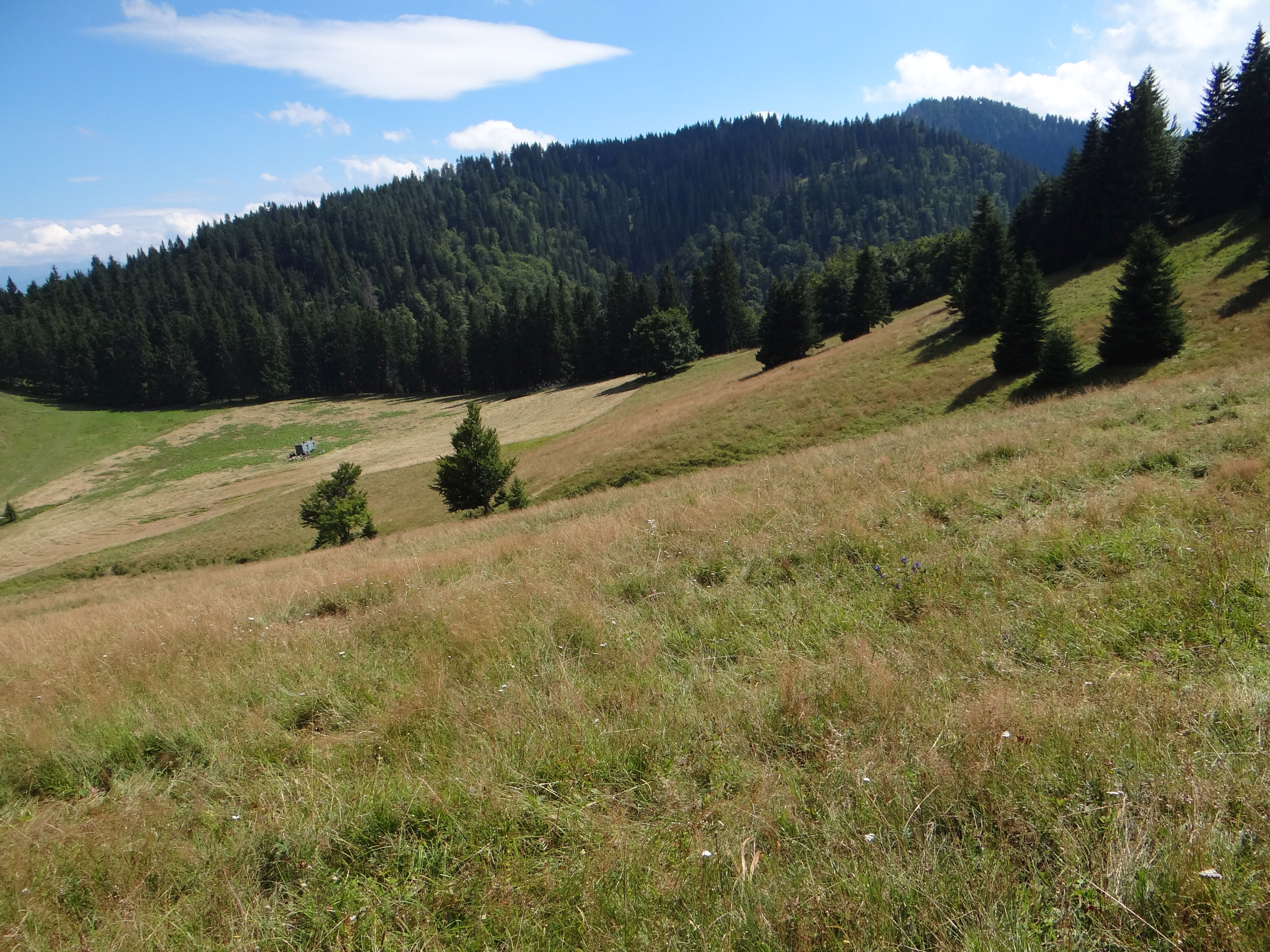
Hala na Maďarovej. U góry Šiprúň